# جوزدي يلماز
جوزدي يلماز (مواليد 9 سبتمبر 1991) هي لاعبة كرة طائرة تركية تلعب في نادي اكزاسيباسي فيترا.